# Юрген, Лидия Фёдоровна
Лидия Фёдоровна Юрген (род. 11 февраля 1916, поселок Никольское, Смоленская губерния — ?, город Донецк) — украинская советская деятельница, председатель колхоза имени Тельмана Красноармейского района Донецкой области, новатор сельскохозяйственного производства. Герой Социалистического Труда (1958). Член ЦК КПУ (1960—1966).

## Биография
Родилась в крестьянской семье переселенцев из Латвии. Окончила семилетнюю школу в селе Борисовка Смоленской губернии.
В 1933 году окончила Шанталовский сельскохозяйственный техникум.
В 1933—1935 годы — участковый зоотехник Пустошкинского земельного отдела на Смоленщине.
В 1935 году вместе с родителями переехала в Донецкую область. Работала участковым зоотехником Ялтинской машинно-тракторной станции Первомайского района Донецкой (Сталинской) области; на административной работе в шахте «Подземгаз» Сталинской области.
Член ВКП(б) с 1939 года.
В 1941 году эвакуирована в Саратовскую область РСФСР, работала в колхозе. В 1943 году вернулась в Донбасс.
В 1943—1952 годы — председатель исполнительного комитета Михайловского сельского совета депутатов трудящихся Селидовского района Сталинской области.
В 1952—1979 годы — председатель колхоза имени Тельмана села Михайловки Селидовского (Красноармейского) района Сталинской (Донецкой) области.
С 1979 года — на пенсии в городе Донецке.

## Награды
- Герой Социалистического Труда (26.02.1958)
- орден Ленина (26.02.1958)
- орден Октябрьской Революции (1973)
- орден Трудового Красного Знамени (1971)
- орден Знак Почета (1966)
- медали

## Ссылка
- Юрген Лидия Фёдоровна. Сайт «Герои страны».